# Guadassuar
Guadassuar – gmina w Hiszpanii, w prowincji Walencja, we wspólnocie autonomicznej Walencja, o powierzchni 35,34 km². W 2011 roku liczyła 6115 mieszkańców.